# Polybutylensuccinat
Polybutylensuccinat (PBS) ist eine chemische Verbindung aus der Gruppe der linearen aliphatischen Polyester.

## Gewinnung und Darstellung
Polybutylensuccinat kann durch Reaktion von Bernsteinsäure mit 1,4-Butandiol gewonnen werden. Die Ausgangsstoffe (Bernsteinsäure und 1,4-Butandiol) sind sowohl fossil als auch aus Glucose herstellbar.

## Eigenschaften
Polybutylensuccinat ist ein linearer aliphatischer Polyester. Er ist biologisch abbaubar – sogar in Frisch- und Meerwasser – und bildet dabei Wasser und CO2. Die biologische Abbaubarkeit ist besser als die von PLA. PBS ist nicht in Wasser löslich, aber in Chloroform.
Die Eigenschaften des Materials sind, je nach Typ, in etwa vergleichbar mit denen von LDPE oder Polypropylen. PBS besitzt einen hohen Dauergebrauchstemperaturbereich von −40 bis ca. 115 °C, eine hohe Schlagzähigkeit und kann im Lebensmittelbereich verwendet werden. Außerdem ist es gut zu verschweißen und sowohl mit wasserlöslichen als auch mit lösungsmittelhaltigen Farben gut zu bedrucken. PBS kann durch Thermoformen entweder allein oder aber mit anderen bioabbaubaren Kunststoffen gemeinsam zu Mehrschichtfolien verarbeitet werden.

## Verwendung
Polybutylensuccinat wird aufgrund seiner Bioabbaubarkeit zum Beispiel für Verpackungen, Essbesteck, Mulchfolien oder medizinische Artikel verwendet.
Es wird außerdem als Matrix für biogene Verbundwerkstoffe eingesetzt. Es wird zum Beispiel als Material für Automobilinnenraumbauteile verwendet. Ein Vorteil ist, dass derartige Werkstoffe im Vergleich zu konventionellen viel niedrigere VOC-Emissionen haben.